# Al Wahat
Al Wahat, Al Wahad eller Al Wahah (arabiska: الواحات) Al Wāḥāt är ett av Libyens tjugotvå distrikt (shabiyah). Den administrativa huvudorten är Ajdabiya. Distriktet gränsar mot Medelhavet, Egypten och distrikten Al Butnan, Al Kufrah, Al Jufrah, Surt, Benghazi, Al Marj, Al Jabal al Akhdar och Darnah.